# Montée du Grand Ballon
 (septembre 2016).
Si vous disposez d'ouvrages ou d'articles de référence ou si vous connaissez des sites web de qualité traitant du thème abordé ici, merci de compléter l'article en donnant les références utiles à sa vérifiabilité et en les liant à la section « Notes et références ».
La montée du Grand Ballon est une course à pied en montagne se déroulant dans les Vosges en France.

## Historique
La montée du Grand Ballon est la plus importante épreuve de course en montagne en France[réf. souhaitée]. Créée en 1981, elle a d'ailleurs reçu en 2006 le Bipède d'or de la course en montagne française de l'année. L'idée de gravir en courant le plus haut sommet des Vosges et ses 1 424 m d'altitude est partie d'un groupe d'amis au sein de l'US Thann Athlétisme. Parmi eux Édouard Bott, Étienne Monami, Jean-Marie Bellicini et un certain Pierre Weiss aujourd'hui directeur de l'IAAF. La course est rapidement devenue incontournable dans la région avant d'être une étape de la Coupe internationale de la montagne (CIME) avec des courses comme le cross du Mont-Blanc à Chamonix, la course de montagne du Kitzbüheler Horn ou Arosa et la présence des meilleurs coureurs du moment. Au départ le parcours était de 16 km et 1 000 m de dénivelé. Il est modifié en 2000 à l'occasion de la réception des Championnats de France.
Dans les années 1990 marquées notamment par les deux doublés de François Mauffray et Jean-Paul Limon, la course est retombée au niveau régional. L'arrivée aux commandes en 1996 de Jean-Alain Haan et de son équipe va la relancer avec notamment la venue des meilleurs spécialistes de la course en montagne. Parmi eux Jean-Paul Payet de l'équipe de France et double vice-champion du monde est un des premiers à venir au Grand-Ballon. Il l'emporte en 1997.
En 2000, la course accueille les championnats de France de course en montagne et un millier de coureurs (victoire d'Arnaud Fourdin) sur un nouveau parcours de 13,2 km et 1 231 m de dénivelé. La course continuera de se développer et d'accueillir les meilleurs spécialistes. L'une des originalités de la montée du Grand Ballon était jusqu'en 2017 de proposer une course pour les féminines indépendante de la course masculine, plus courte et dont le départ était donné trente minutes avant celui des hommes depuis le village de Goldbach.

### Jonathan Wyatt le premier sous l'heure
- Pierre André (Serre Chevalier) établit un record en 1985 sur les 16 km du parcours et ses 1 000 m de dénivelé qui tient quinze ans et n'est jamais battu puisque le parcours est ensuite modifié en 2000 à l'occasion de la réception des Championnats de France.
- En 2004, c'est le sextuple champion du monde de course en montagne, le Néo-Zélandais Jonathan Wyatt qui écrit une des pages les plus marquantes de l'histoire de la course. Il s'impose au sommet du Grand Ballon en 58 min 17 s et devient le premier coureur a passer sous l'heure sur ce parcours. Mais l'Érythréen Petro Mamu explose le record le 15 juin 2014, en 57 min 36 s [1].
- Sur les 8,5 km féminins, c'est la Suissesse Martina Strähl qui détient le record en  46 min 42 s.

### Le doublé de Julien Rancon
En 2003, la course sert de sélection de l'équipe de France pour les championnats d'Europe de Trente et Raymond Fontaine, le champion de France, l'emporte.
Isabelle Guillot, véritable légende de la course en montagne, championne de France et championne du monde, la belge Catherine Lallemand, la suissesse Martina Strähl (record en 46 min 42 s) et la championne de France et championne d'Europe Marie-Laure Dumergues l'ont notamment emporté au Grand Ballon. Les meilleurs tricolores l'ont emporté ces dernières éditions comme Saïd Jandari en 2005, Julien Rancon en 2007 et 2010 et Manu Meyssat en 2008 tandis que Jonathan Wyatt a inscrit une seconde fois son nom au palmarès en 2009.
En 2010, c'est un doublé français avec la victoire de Julien Rancon de l'équipe de France chez les hommes et de Marie-Laure Dumergues la double championne de France et championne d'Europe.
La 31e édition de la montée du Grand Ballon s'est déroulée le 2 juin 2011 et a servi de support pour la troisième année consécutive à une manche de la Coupe du monde avec la venue du Grand Prix WMRA et à la course de sélection de l'équipe de France pour les championnats d'Europe 2011 à Bursa en Turquie. En 2011, le Suisse David Schneider s'est imposé et en 2012, la course a été remportée par le coureur turc, Ahmet Arslan, quintuple champion d'Europe, devant les Italiens Abate et Baldaccini. Chez les féminines, victoire de l'Italienne Valentina Belotti.

### Les championnats de France en 2013 et le nouveau record de Petro Mamu en 2014
La montée du Grand-Ballon a accueilli le dimanche 2 juin 2013 les championnats de France de course en montagne, le Grand-Prix WMRA et la sélection de l'équipe de France pour le Trophée mondial des jeunes. Derrière les vainqueurs Azerya Teklay (Érythrée) et Valentina Belotti (Italie), les titres de champion de France sont revenus à Julien Rancon et Christel Dewalle.
L'Erythréen Petro Mamu l'emporte en 2014 avec un nouveau record ( 57 min 19 s) et inscrit à nouveau son nom au palmarès en 2015, devançant à chaque fois son compatriote Azerya Teklay. Chez les féminines l'Italienne Belotti l'emporte en 2014 et la Britannique Sarah Tunstall en 2015 sur un parcours légèrement modifié au départ de Goldbach. En 2016, Petro Mamu inscrira une troisième fois son nom au palmarès de la course tandis que la française Christel Dewalle l'emportait chez les féminines. Le 11 juin 2017, la montée du Grand-Ballon en est à sa 37e édition et fête dix ans de Coupe du monde sur le plus haut sommet des Vosges avec une nouvelle victoire de Petro Mamu et celle de l'Italienne Alice Gaggi, la championne du monde 2013. La décision de ne plus organiser la Coupe du monde et celle d'adjoindre un trail à la montée du Grand-Ballon, conduiront au départ en novembre 2017 de l'organisateur de la course, Jean-Alain Haan, qui portait cette épreuve depuis 1996.
L'édition 2020 est annulée en raison de la pandémie de Covid-19.

## Parcours

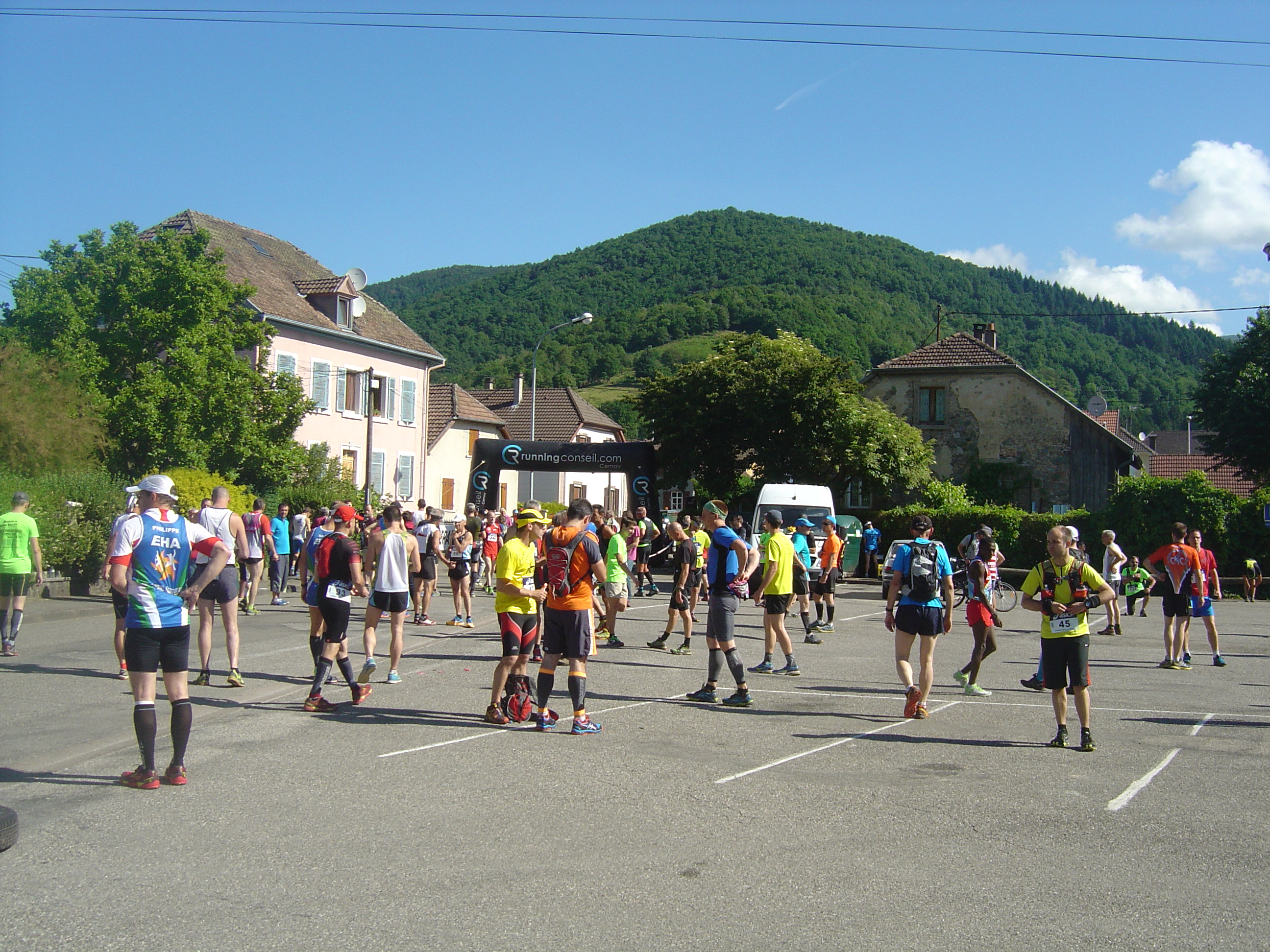
Arche de départ de la course masculine à Willer-sur-Thur
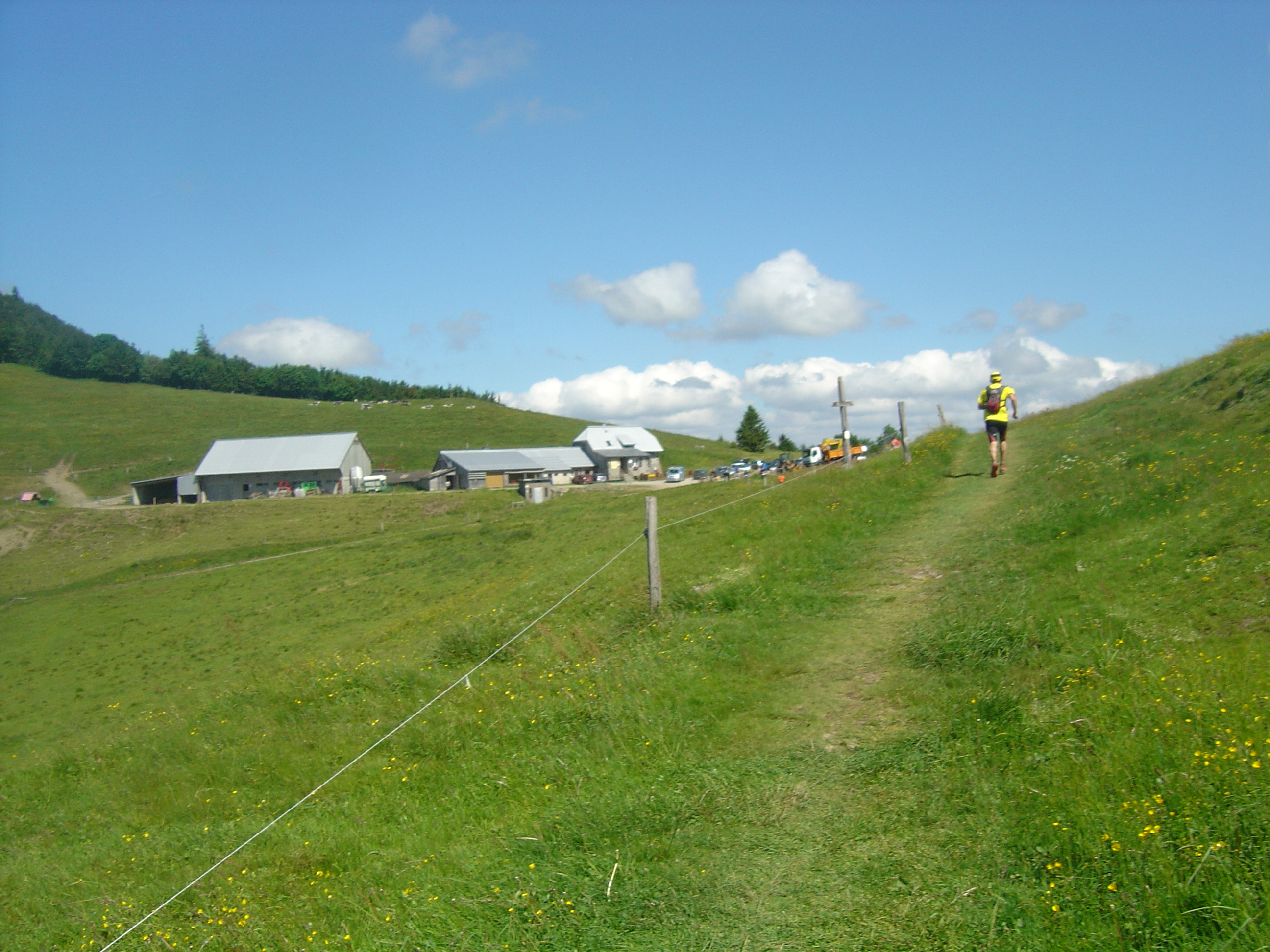
Passage devant la ferme-auberge du col du Haag (1 233 m)
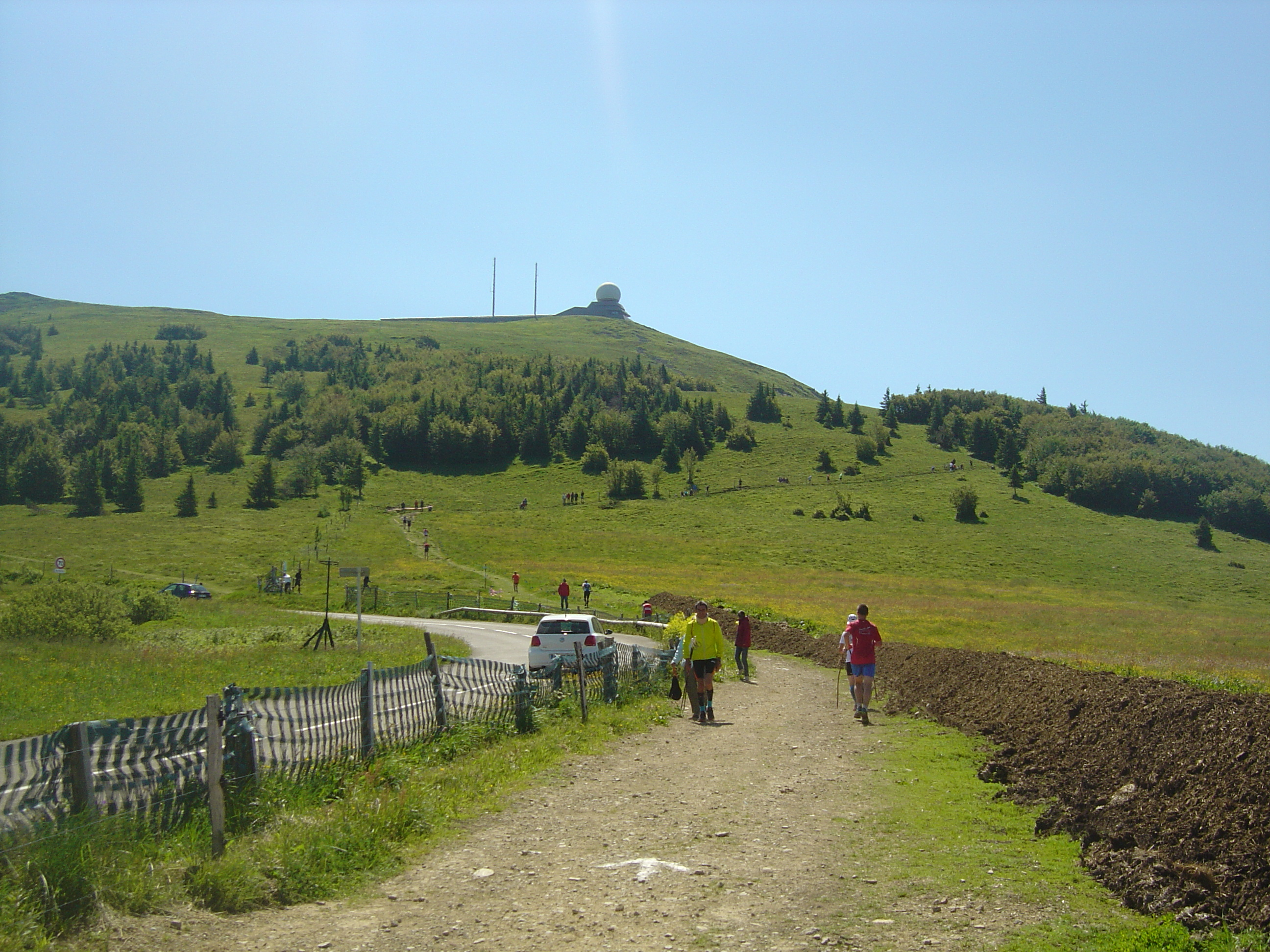
Les 2,5 derniers kilomètres
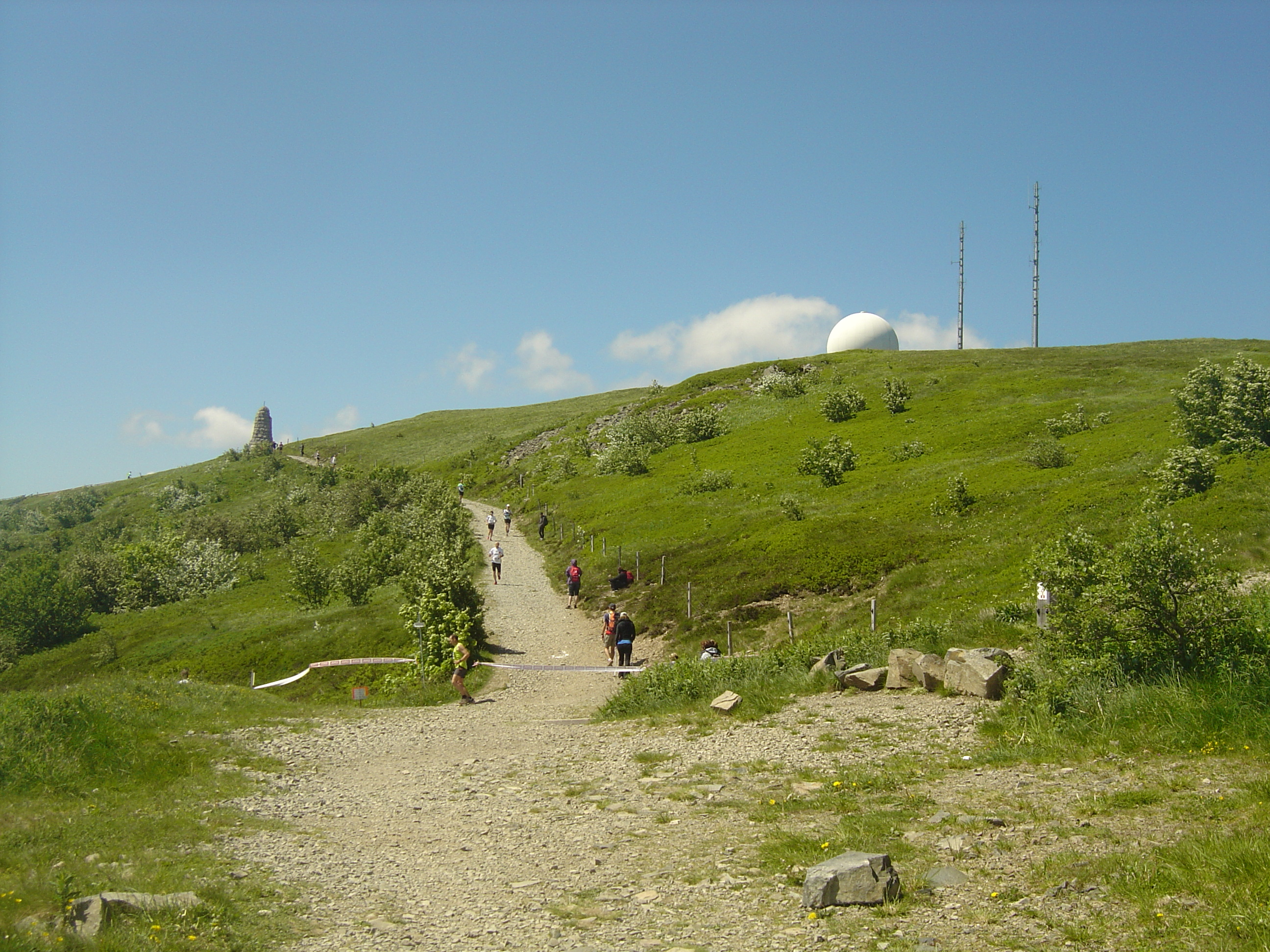
Coureurs dans le dernier km en descente vers le col
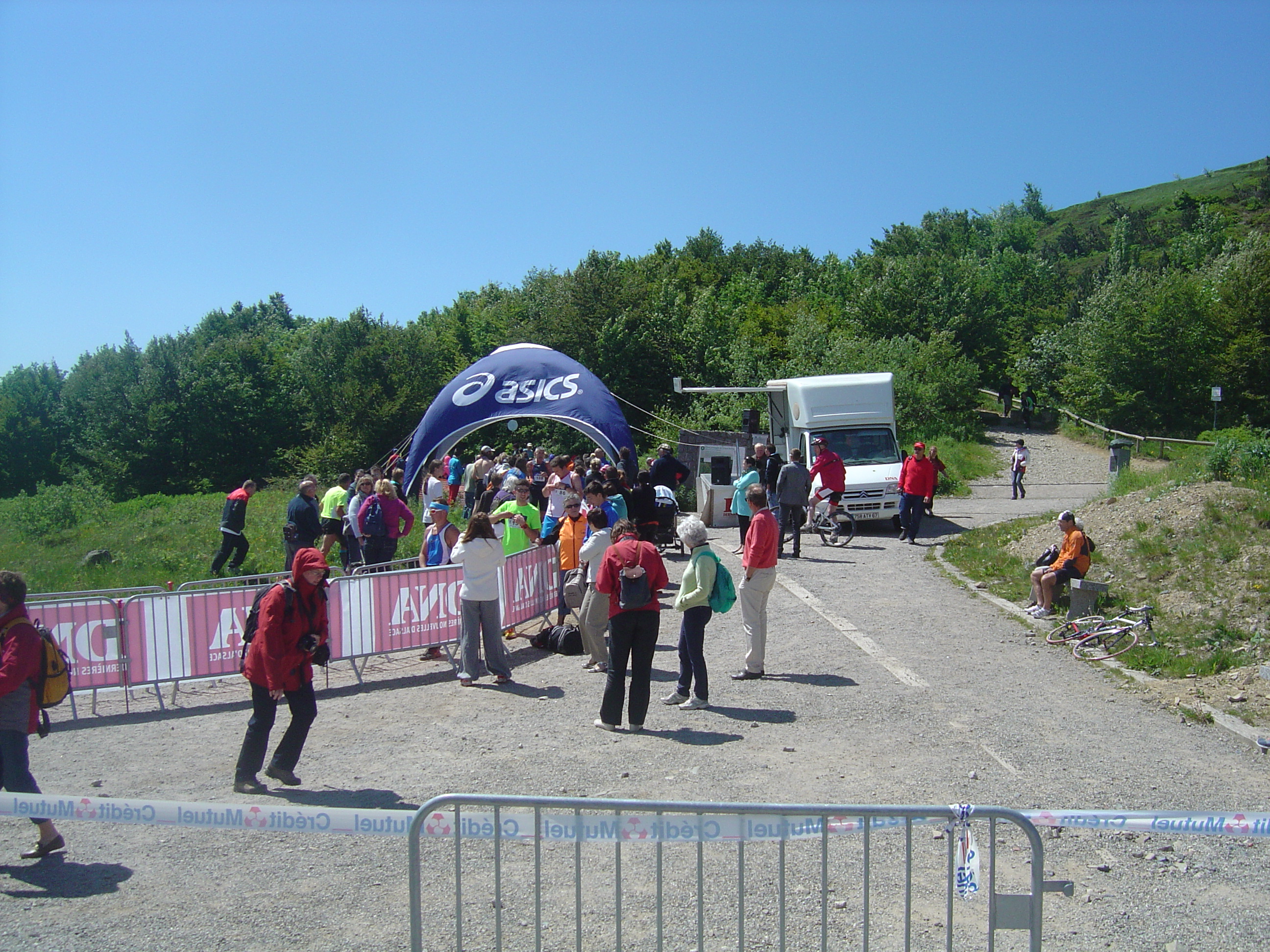
Arrivée de la course

## Vainqueurs
| Année | Hommes                                              | Temps                                               | Femmes                                              | Temps                                               |
| ----- | --------------------------------------------------- | --------------------------------------------------- | --------------------------------------------------- | --------------------------------------------------- |
| 1981  | Jean-Paul Klufts                                    | 44 min 6 s                                          | Marlène Trompetter                                  | 1 h 4 min 55 s                                      |
| 1982  | Jean-Paul Klufts                                    | 1 h 17 min 34 s                                     | Sylvie Julien                                       | 1 h 49 min 36 s                                     |
| 1983  | Hansruedi Kohler                                    | 1 h 11 min 31 s                                     | Christiane Richard                                  | 1 h 47 min 35 s                                     |
| 1984  | Christian Zimmermann                                | 1 h 13 min 48 s                                     | Lydie Weinmann                                      | 1 h 59 min 27 s                                     |
| 1985  | Erich Amann                                         | 1 h 10 min 18 s                                     | Jeannette Sembach                                   | 2 h 14 min 34 s                                     |
| 1986  | Georg Lischer                                       | 1 h 14 min 8 s                                      | Josiane Denninger                                   | 1 h 50 min 31 s                                     |
| 1987  | Pierre André                                        | 1 h 9 min 20 s                                      | Ella Ballmann                                       | 1 h 38 min 38 s                                     |
| 1988  | Toni Spuler                                         | 1 h 18 min 19 s                                     | Danielle Silvent                                    | 1 h 41 min 16 s                                     |
| 1989  | Michel Sautebin                                     | 1 h 14 min 56 s                                     | Danielle Silvent                                    | 1 h 41 min 57 s                                     |
| 1990  | Michel Marchon                                      | 1 h 13 min 34 s                                     | Noëlle Julien                                       | 1 h 40 min 13 s                                     |
| 1991  | François Mauffray                                   | 1 h 14 min 9 s                                      | Danielle Silvent                                    | 1 h 44 min 39 s                                     |
| 1992  | Alain Marion                                        | 1 h 14 min 9 s                                      | Brigitte Matt                                       | 1 h 34 min 1 s                                      |
| 1993  | Jean-Paul Limon                                     | 1 h 12 min 27 s                                     | Monique Limon                                       | 1 h 43 min 15 s                                     |
| 1994  | Jean-Paul Limon                                     | 1 h 14 min 6 s                                      | Laëtitia Kozub-Mary                                 | 1 h 42 min 48 s                                     |
| 1995  | Fabien Adoneth                                      | 1 h 14 min 57 s                                     | Sonja Ambrosy                                       | 1 h 26 min 25 s                                     |
| 1996  | François Mauffray                                   | 1 h 16 min 5 s                                      | Richarde Herrbrech                                  | 1 h 32 min 21 s                                     |
| 1997  | Jean-Paul Payet                                     | 1 h 12 min 4 s                                      | Martine Payet                                       | 1 h 24 min 53 s                                     |
| 1998  | Thierry Faveaux                                     | 1 h 11 min 50 s                                     | Claudia Winski                                      | 1 h 27 min 25 s                                     |
| 1999  | Arnaud Fourdin                                      | 1 h 10 min 48 s                                     | Line Kuster                                         | 1 h 25 min 43 s                                     |
| 2000  | Arnaud Fourdin                                      | 1 h 11 min 43 s                                     | Chantal Dällenbach                                  | 49 min 35 s                                         |
| 2001  | Pascal Michiels                                     | 1 h 3 min 59 s                                      | Catherine Lallemand                                 | 1 h 11 min 57 s                                     |
| 2002  | Édouard Burrier                                     | 1 h 4 min 12 s                                      | Michelle Leservoisier                               | 1 h 17 min 54 s                                     |
| 2003  | Raymond Fontaine                                    | 1 h 0 min 30 s                                      | Catherine Lallemand                                 | 47 min 50 s                                         |
| 2004  | Jonathan Wyatt                                      | 58 min 19 s                                         | Isabelle Guillot                                    | 49 min 48 s                                         |
| 2005  | Said Jandari                                        | 1 h 2 min 35 s                                      | Isabelle Guillot                                    | 49 min 50 s                                         |
| 2006  | Helmut Schiessl                                     | 1 h 1 min 58 s                                      | Line Kuster                                         | 49 min 49 s                                         |
| 2007  | Julien Rancon                                       | 1 h 1 min 2 s                                       | Michelle Leservoisier                               | 51 min 56 s                                         |
| 2008  | Emmanuel Meyssat                                    | 1 h 1 min 34 s                                      | Martina Strähl                                      | 46 min 42 s                                         |
| 2009  | Jonathan Wyatt                                      | 1 h 0 min 46 s                                      | Maya Chollet                                        | 51 min 18 s                                         |
| 2010  | Julien Rancon                                       | 1 h 0 min 26 s                                      | Marie-Laure Dumergues                               | 48 min 52 s                                         |
| 2011  | David Schneider                                     | 1 h 0 min 55 s                                      | Bernadette Meier-Brändle                            | 48 min 53 s                                         |
| 2012  | Ahmet Arslan                                        | 59 min 28 s                                         | Valentina Belotti                                   | 45 min 50 s                                         |
| 2013  | Azerya Teklay                                       | 1 h 0 min 5 s                                       | Valentina Belotti                                   | 47 min 7 s                                          |
| 2014  | Petro Mamu                                          | 57 min 36 s                                         | Valentina Belotti                                   | 47 min 41 s                                         |
| 2015  | Petro Mamu                                          | 57 min 52 s                                         | Sarah Tunstall                                      | 50 min 9 s                                          |
| 2016  | Petro Mamu                                          | 59 min 3 s                                          | Christel Dewalle                                    | 49 min 32 s                                         |
| 2017  | Petro Mamu                                          | 59 min 58 s                                         | Alice Gaggi                                         | 50 min 38 s                                         |
| 2018  | Emmanuel Allenbach                                  | 1 h 14 min 3 s                                      | Anaïs Sabrié                                        | 1 h 22 min 28 s                                     |
| 2019  | Frédéric Poumerol                                   | 1 h 11 min 24 s                                     | Marion Schilling                                    | 1 h 33 min 26 s                                     |
| 2020  | Course annulée en raison de la pandémie de Covid-19 | Course annulée en raison de la pandémie de Covid-19 | Course annulée en raison de la pandémie de Covid-19 | Course annulée en raison de la pandémie de Covid-19 |
| 2021  | Théodore Klein                                      | 1 h 6 min 31 s                                      | Christel Dewalle                                    | 1 h 15 min 33 s                                     |
| 2022  | Théodore Klein                                      | 1 h 5 min 59 s                                      | Julia Niegrzybowski                                 | 1 h 27 min 38 s                                     |
| 2023  | Baptiste Domanico                                   | 1 h 12 min 35 s                                     | Adele Blaise-Sohnius                                | 1 h 23 min 28 s                                     |
| 2024  | Michael Sutton                                      | 1 h 11 min 6 s                                      | Charlène Kleitz                                     | 1 h 23 min 33 s                                     |
| 2025  | Théodore Klein                                      | 1 h 5 min 28 s                                      | Charlotte Cotton                                    | 1 h 25 min 17 s                                     |

 Record de l'épreuve